# Steve Upton
Steve Upton (narozen 24. května 1946, Wrexham, Anglie) je bývalý bubeník a zakládající člen rockové skupiny Wishbone Ash, ve které působil v letech 1969–1990.
Jeho přesná hra na bicí byla klíčovým prvkem zvuku skupiny. Byl jedním z prvních bubeníků, kteří hráli v otevřené poloze (bez zkřížených rukou). Je levák.
V určitých obdobích historie skupiny byl také zodpovědný za kontakt s manažery nahrávacích společností, agenty, producenty, koncertními promotéry a dalšími lidmi z hudební branže, čímž si vysloužil přezdívku Plukovník (ang. Colonel). Na konci 80. let se stal manažerem skupiny na plný úvazek. V roce 1990 skupinu z osobních důvodů opustil, protože chtěl vést klidný život.